# Quatuor Barchet
Le Quatuor Barchet est un quatuor à cordes allemand actif entre 1952 et 1962.

## Historique
Le Quatuor Barchet (Barchet-Quartett en allemand) est un quatuor à cordes constitué à partir de 1952 autour du violoniste Reinhold Barchet.
L'ensemble prend le relais d'un précédent quatuor Barchet fondé en 1947 comprenant Reinhold Barchet et son frère Siegfried, violoncelliste, tous deux membres de l'Orchestre de chambre de Stuttgart, le violoniste Heinz Jansen et l'altiste Heinz Kirchner. En 1949, Franz Hopfner devient second violon, remplacé par Heinz Endres (qui fondera plus tard son propre quatuor), alors qu'Hermann Hirschfelder, ancien membre du Quatuor Strub, intègre à l'alto la formation lorsque son prédécesseur rejoint l'Orchestre philharmonique de Berlin.
En 1952, Reinhold Barchet, qui a quitté l'Orchestre de chambre de Stuttgart, recompose un quatuor avec Willi Beh, Hermann Hirschfelder et Helmut Reimann (venu du Quatuor Zernick). C'est avec cet effectif que l'ensemble se fait connaître et réalise des enregistrements remarqués, dont une intégrale des quatuors à cordes de Mozart à la fin des années 1950.
Le quatuor est dissous à la mort de Reinhold Barchet, survenue le 5 juin 1962.

## Membres
Les membres du quatuor Barchet étaient :
- premier violon : Reinhold Barchet, qui jouait un violon de G. B. Guadagnini[4] ;
- second violon : Willi Beh ;
- alto : Hermann Hirschfelder ;
- violoncelle : Helmut Reimann.

## Discographie
Le Quatuor Barchet enregistre dans les années 1950 sous étiquette Vox l'intégrale des quatuors à cordes de Mozart, qui reçoit le Grand prix du disque, des quintettes à cordes de Mozart avec Emil Kessinger, ainsi que l'Opus 18 no 1 et l'Opus 59 no 3 de Beethoven.
À leur discographie, figurent également des œuvres de Schubert, le Quatuor « La Jeune Fille et la Mort », le Quintette « La Truite » avec Friedrich Wührer et Quartettsatz, l'Opus 106 de Dvořák, les quintettes avec clarinette et avec cor de Mozart avec Jacques Lancelot et Pierre del Vescovo, ainsi que le Premier quatuor à cordes, le Quatuor avec piano et le Quintette avec piano de Schumann en compagnie de Walter Bohle. 